# Ouroux-en-Morvan
 Ouroux-en-Morvan  es una población y comuna francesa, situada en la región de Borgoña-Franco Condado, departamento de Nièvre, en el distrito de Ville de Château-Chinon y cantón de Montsauche-les-Settons.

## Demografía
| 1168 | 1146 | 1051 | 1010 | 838 | 670 | 673 | 608 |
| Para los censos de 1962 a 1999 la población legal corresponde a la población sin duplicidades (Fuente: INSEE [Consultar]) |      |      |      |     |     |     |     |

## Hermanamientos
- Cullera (España)